# Sellos de Rusia en 2010
Los sellos de Rusia en el año 2010 fueron puestos en circulación por Pochta Rossii (Почта России), la administración postal rusa. En total se emitieron 76 sellos postales (13 en hoja bloque), comprendidos en 41 series filatélicas con temáticas diversas.

## Descripción
| Imagen | Fecha de emisión | Nombre del sello (descripción) | Dimensiones (mm)                     | Valor facial (en rublos) |
| ------ | ---------------- | --- | ------------------------------------ | ------------------------ |
|        | 14.01            | «Pilotos soviéticos» 1) Retrato de Valentina Grizodubova, una de las primeras mujeres piloto soviéticas, y un avión ANT-37, en ocasión del centenario de su nacimiento | 42,0 × 30,0                          | 10,00                    |
|        | 14.01            | 2) Retrato de Anatoli Serov y un avión I-15, en ocasión del centenario de su nacimiento | 42,0 × 30,0                          | 10,00                    |
|        | 29.01            | «150º aniversario del nacimiento de Antón Chéjov» (HB) 1) Retrato del escritor y dramaturgo Antón Chéjov | 35,5 × 49,5 –óvalo– (73 × 100)       | 20,00                    |
|        | 29.01            | Ilustraciones alusivas a tres de sus obras más representativas. (HB) La hoja bloque muestra adicionalmente un retrato de cuerpo completo del escritor 2) El relato La dama del perrito (1899) | 30,5 × 42,5 (127×70)                 | 8,00                     |
|        | 29.01            | 3) La obra teatral La gaviota (1896) | 30,5 × 42,5 (127×70)                 | 10,00                    |
|        | 29.01            | 4) El cuento La casa del sotabanco (1896) | 30,5 × 42,5 (127×70)                 | 12,00                    |
|        | 05.02            | «50º aniversario de la Universidad Rusa de la Amistad de los Pueblos» 1) Vista de la fachada del edificio principal de la Universidad Rusa de la Amistad de los Pueblos en Moscú | 50,0 × 37,0                          | 9,00                     |
|        | 11.02            | «XXI Juegos Olímpicos de Invierno» 1) El logotipo de los Juegos Olímpicos de Invierno de 2010 celebrados en Vancouver (Canadá) entre el 12 y 28 el de febrero | 37,0 × 37,0 –romboide–               | 15,00                    |
|        | 19.03            | «275º aniversario del nacimiento de Fiodor Rokotov» Dos obras del pintor Fiodor Rokotov: 1) Retrato del príncipe D.M. Golitsyn ("Портрет князя Д.М. Голицына", 1760) | 37,0 × 50,0                          | 10,50                    |
|        | 19.03            | 2) Retrato de la condesa E.A. Musina-Pushkina ("Портрет графини Е.А. Мусиной-Пушкиной", 1770) | 37,0 × 50,0                          | 10,50                    |
|        | 24.03            | «Regiones rusas» Cada sello muestra tres imágenes de una región rusa. 1) El óblast de Oremburgo: la estepa, paisaje dominante del óblast, un chal típico y la central hidroeléctrica de Iriklinskaya | 40,0 × 28,0                          | 10,50                    |
|        | 24.03            | 2) La República de Tuvá: un paisaje estepario en primavera, la pantera de bronce, ornamentación del siglo VIII a. C., hallada durante las excavaciones arqueológicas en el montículo Arzhan-1 y un yak | 40,0 × 28,0                          | 10,50                    |
|        | 09.04            | «Centenario del nacimiento de Evgeni Fiodorov» 1) Retrato del geofísico e investigador del Ártico Evgeni Fiodorov junto a una imagen de un científico trabajando en una base polar soviética | 58,0 × 26,0                          | 12,00                    |
|        | 15.04            | «Ciudades de Gloria Militar» Cinco ciudades rusas que portan la distinción honorífica "Ciudad de Gloria Militar", en el sello se ve el nombre de la respectiva ciudad acompañado del emblema de la insignia. 1) Malgobek | 37,0 × 37,0                          | 10,00                    |
|        | 15.04            | 2) Yelnia | 37,0 × 37,0                          | 10,00                    |
|        | 15.04            | 3) Yelets | 37,0 × 37,0                          | 10,00                    |
|        | 15.04            | 4) Vorónezh | 37,0 × 37,0                          | 10,00                    |
|        | 15.04            | 5) Luga | 37,0 × 37,0                          | 10,00                    |
|        | 20.04            | «65º aniversario de la Victoria en la Gran Guerra Patria de 1941-1945. Armas de la victoria - Tanques» Cuatro tanques soviéticos usados en la Segunda Guerra Mundial (Gran Guerra Patria según la denominación de la URSS) en conmemoración del 9 de mayo de 1945, día que los rusos celebran como el Día de la Victoria 1) Un tanque BT-7M                                                                                       | 65,0 × 32,5                          | 9,00                     |
|        | 20.04            | 2) Un tanque T-70 | 65,0 × 32,5                          | 10,00                    |
|        | 20.04            | 3) Un tanque T-34/85 | 65,0 × 32,5                          | 11,00                    |
|        | 20.04            | 4) Un tanque IS-2 | 65,0 × 32,5                          | 12,00                    |
|        | 26.04            | «65º aniversario de la Victoria en la Gran Guerra Patria de 1941-1945» (HB) 1) La condecoración militar Orden de la Victoria La hoja bloque muestra una foto de los archivos de la agencia TASS en la que se ve el edificio del Reichstag de Berlín en escombros y coronado por la bandera soviética | 45,0 × 45,0 –romboide– (80 × 110)    | 50,00                    |
|        | 05.05            | «Europa» 1) Serie anual a cargo de PostEurop, ese año bajo el tema Libros infantiles El sello muestra un dibujo con un niño leyendo un libro sentado en una silla | 30,0 × 42,0                          | 10,50                    |
|        | 18.05            | «300º aniversario del alfabeto cirílico civil» 1) La primera página del alfabeto cirílico modificado para fines civiles por el zar Pedro I en 1710 | 40,0 × 28,0                          | 7,70                     |
|        | 18.05            | «500º aniversario del nacimiento de Iván Fiodorov» (HB) 1) La escultura de Iván Fiodorov (precursor de la imprenta en Rusia) en Moscú La hoja bloque muestra adicionalmente una página del libro El apóstol, el primer libro impreso en Rusia (1564) | 42,0 × 30,0 (60 × 104)               | 50,00                    |
|        | 28.05            | «Ciencia histórica y tecnología – Relojes» (HB) 1) Un reloj de bolsillo M.S. Bronnikov hecho de madera (principio del siglo XX) | 39,5 × 39,5 (110 × 23)               | 6,00                     |
|        | 28.05            | 2) Un reloj de pulsera Pobeda (Победа) de 1949 | 39,5 × 39,5 (110 × 23)               | 9,00                     |
|        | 28.05            | 3) Un reloj de pulsera Shturmanskiye (Штурманские) de 1949 | 39,5 × 39,5 (110 × 23)               | 12,00                    |
|        | 28.05            | 4) Un reloj de pulsera Gloria (Глория) de 1990 | 39,5 × 39,5 (110 × 23)               | 15,00                    |
|        | 07.06            | «275º aniversario del nacimiento de Dmitri Levitski» Dos pinturas del retratista Dmitri Levitski: 1) Autorretrato ("Автопортрет", 1783) | 37,0 × 50,0                          | 10,50                    |
|        | 07.06            | 2) Retrato de G. I. Alymova ("Портрет Г. И. Алымовой", 1776) | 37,0 × 50,0                          | 10,50                    |
|        | 08.06            | «Patrimonio histórico-cultural de Rusia» (HB) 1) Vista del Monasterio de Valaam en el archipiélago homónimo sobre el lago Ladoga | 45,0 × 45,0 –romboide– (95,0 × 75,0) | 25,00                    |
|        | 18.06            | «300º aniversario de la fundación de Tsarskoye Selo» (HB) 1) La puerta egipcia en la entrada del complejo palaciego La hoja bloque muestra una vista panorámica del Palacio de Catalina | 37,0 × 26,0                          | 15,00                    |
|        | 18.06            | 2) El monumento de Alexandr Pushkin | 26,0 × 37,0                          | 15,00                    |
|        | 18.06            | 3) El Palacio de Alejandro | 37,0 × 26,0                          | 15,00                    |
|        | 28.06            | «Arte sacro» 1) El icono Arcángel Miguel (Andréi Rubliov, comienzo del siglo XV), conservado en la Galería Estatal Tretiakov, Moscú | 37,0 × 37,0                          | 15,00                    |
|        | 28.06            | 2) El icono Virgen Odigitria (siglo XIV), conservado en el Museo Nacional de Belgrado | 37,0 × 37,0                          | 15,00                    |
|        | 02.07            | «150º aniversario de la ciudad de Vladivostok» 1) Vista panorámica de Vladivostok y el escudo de la ciudad | 65,0 × 32,5                          | 15,00                    |
|        | 14.07            | «Regiones rusas» Cada sello muestra tres imágenes de una región rusa. 1) El óblast de Briansk: una locomotora de carga Vitiaz, un bosque de la región y el monumento conmemorativo Claro del Partisano | 40,0 × 28,0                          | 10,50                    |
|        | 14.07            | 2) El óblast Autónomo Hebreo: el monumento al escritor Sholom Aleijem, una colina en el río Bira y la fuente en forma de menorá de la estación de tren en Birobidzhán | 40,0 × 28,0                          | 10,50                    |
|        | 26.07            | «Patrimonio de la Humanidad» El istmo de Curlandia, declarado Patrimonio de la Humanidad por la Unesco en el año 2000 1) Paisaje costero con dunas | 65,0 × 32,5                          | 15,00                    |
|        | 26.07            | 2) Paisaje costero con dunas | 65,0 × 32,5                          | 15,00                    |
|        | 30.07            | «Cultura de los pueblos de Rusia. Sombreros» Cuatro sombreros representativos de la República de Tartaristán: 1) Un kalfak de chica | 37,0 × 50,0                          | 11,00                    |
|        | 30.07            | 2) Un kattashi, tocado de mujer con gorro y velo | 37,0 × 50,0                          | 11,00                    |
|        | 30.07            | 3) Un kamchat burek, gorro de terciopelo para mujer | 37,0 × 50,0                          | 11,00                    |
|        | 30.07            | 4) Una tubeteika, gorra típica de hombre | 37,0 × 50,0                          | 11,00                    |
|        | 02.08            | «Patrimonio de la Humanidad» (HB) 1) El Monasterio de Ferapóntov, declarado Patrimonio de la Humanidad por la Unesco en el año 2000 La hoja bloque muestra un fragmento del icono San Nicolás de Mira en el museo de Dionisio del monasterio | 42,0 × 30,0 (85 × 71)                | 30,00                    |
|        | 12.08            | «125º aniversario del nacimiento de Nikolái Zubov» 1) Retrato del oceanólogo y explorador Nikolái Zubov y foto del rompehielos Sadko | 58,0 × 26,0                          | 12,00                    |
|        | 20.08            | «Historia de los cosacos rusos» (HB) Trajes típicos de tres pueblos cosacos de Rusia: 1) Cosacos del Don | 37,0 × 48,7 (160 × 100)              | 12,00                    |
|        | 20.08            | 2) Cosacos de Kubán | 37,0 × 48,7 (160 × 100)              | 12,00                    |
|        | 20.08            | 3) Cosacos del Terek | 37,0 × 48,7 (160 × 100)              | 12,00                    |
|        | 27.08            | «Escudo de armas» 1) El escudo de armas de la ciudad de Yaroslavl | 18,5 × 26,0                          | 10,50                    |
|        | 27.08            | 2) El escudo de armas de la ciudad de Vladivostok | 18,5 × 26,0                          | 10,50                    |
|        | 30.08            | «150º aniversario del nacimiento de Isaak Levitan» (HB) 1) El sello reproduce el óleo Brisa fresca ("Свежий ветер", 1895) del pintor Isaak Levitan. La hoja bloque muestra un retrato del pintor | 42,0 × 30,0                          | 25,00                    |
|        | 02.09            | «65º aniversario del fin de la Segunda Guerra Mundial» 1) Fragmento del monumento a los soldados de la coalición antihitleriana, expuesto en el Parque de la Victoria (monte Poklonnaya), en la parte oeste de Moscú, con motivo del 60.º aniversario del fin de la Segunda Guerra Mundial | 37,0 × 37,0                          | 15,00                    |
|        | 10.09            | «75º aniversario del nacimiento de German Titov» 1) Fotografía del cosmonauta German Titov | 32,5 × 32,5                          | 10,50                    |
|        | 10.09            | «Milenario de Yaroslavl» 1) Vista aérea de la ciudad de Yaroslavl, su escudo de armas, la estatua de Yaroslav el Sabio y la Iglesia de la Epifanía | 37,0 × 49,0                          | 50,00                    |
|        | 15.09            | «Construcciones arquitectónicas – Puentes» Cuatro puentes de viga metálica: 1) El puente del Jubileo sobre el río Volga en Yaroslavl | 58,0 × 26,5                          | 9,00                     |
|        | 15.09            | 2) El viaducto sobre el río Matsesta en Sochi | 58,0 × 26,5                          | 10,00                    |
|        | 15.09            | 3) El puente sobre el canal de Moscú (óblast de Moscú) | 58,0 × 26,5                          | 11,00                    |
|        | 15.09            | 4) El puente sobre la bahía de Kola en Murmansk | 58,0 × 26,5                          | 12,00                    |
|        | 22.09            | «150º aniversario del Banco Central» (HB) Cuatro monedas emitidas por el Banco Central de Rusia: 1) Ejemplar de moneda emitida en 1860 con el monograma del zar Alejandro II | 39,5 × 39,5 (110х130)                | 10,00                    |
|        | 22.09            | 2) Un rublo de 1895 con la efigie del emperador Nicolás II | 39,5 × 39,5 (110х130)                | 15,00                    |
|        | 22.09            | 3) Medio rublo de 1924 con la imagen de un forjador trabajando en el yunque | 39,5 × 39,5 (110х130)                | 20,00                    |
|        | 22.09            | 4) Moneda conmemorativa de 50 rublos de 2006, acuñada en oro, con la imagen de San Jorge y el dragón | 39,5 × 39,5 (110х130)                | 25,00                    |
|        | 05.10            | «Año del Maestro» 1) El logotipo oficial de la celebración rusa de 2010 como Año del Maestro | 37,0 × 37,0                          | 10,50                    |
|        | 14.10            | «Censo de Población 2010» 1) El logotipo del censo ruso de 2010 | 37,0 × 37,0 –romboide–               | 12,00                    |
|        | 21.10            | «Investigadores» 1) El educador y etnógrafo de origen kazajo Chokan Valijanov | 30,0 × 42,0                          | 15,00                    |
|        | 29.10            | «50º aniversario del vuelo espacial de Belka y Strelka» 1) Imagen de las perritas Belka y Strelka que a bordo del Sputnik 5 realizaron un vuelo espacial de un día alrededor de la Tierra; de fondo una vista de satélite de la Tierra | 58,0 × 26,0                          | 10,00                    |
|        | 01.11            | «Regiones rusas» Cada sello muestra tres imágenes de una región rusa. 1) El óblast de Kursk: la estepa de Streletskaya, vista de la mina de hierro Mijailovski GOK del grupo de industrias del metal Metalloinvest en la ciudad de Zheleznogorsk y el Arco de Triunfo de la ciudad de Kursk que conmemora la victoria rusa en la Batalla de Kursk                                                                                 | 40,0 × 28,0                          | 10,50                    |
|        | 01.11            | 2) El distrito autónomo de Janti-Mansi: la escultura Pandereta dorada en la ciudad de Janti-Mansisk, perforadoras en un pozo petrolífero y un trineo de renos típico de la población autóctona | 40,0 × 28,0                          | 10,50                    |
|        | 10.11            | «50º aniversario de la victoria del equipo soviético en el Campeonato Europeo de Fútbol»(HB) 1) Un jugador con el uniforme de la selección de fútbol de la URSS controlando un balón en un campo de fútbol. La hoja bloque muestra adicionalmente una viñeta con una fotografía del portero Yev Lashin con el capitán del equipo Igor Netto sosteniendo la copa ganada por el equipo soviético en la final de la Eurocopa de 1960 | 37,0 × 37,0 (179 × 128)              | 12,00                    |
|        | 25.11            | «250º aniversario del nacimiento de Nikolái Pirogov» (HB) 1) Retrato del médico y pedagogo Nikolái Pirogov. En la hoja bloque se ve a unas enfermeras atendiendo heridos en un campamento militar; en la parte superior ondea la bandera de la Cruz Roja | 30,0 × 42,0 (81 × 65)                | 20,00                    |
|        | 29.11            | «100º aniversario de la Escuela de Aviación Militar de Kachin» 1) El emblema de la Escuela de Aviación Militar de Kachin | 37,0 × 37,0 –romboide–               | 15,00                    |
|        | 01.12            | «¡Feliz Año Nuevo!» 1) Diseño alusivo que muestra un Papá Noel vestido con ropas color azul y de fondo la bandera de Rusia | 40,0 × 28,5                          | 10,50                    |